# Turkos

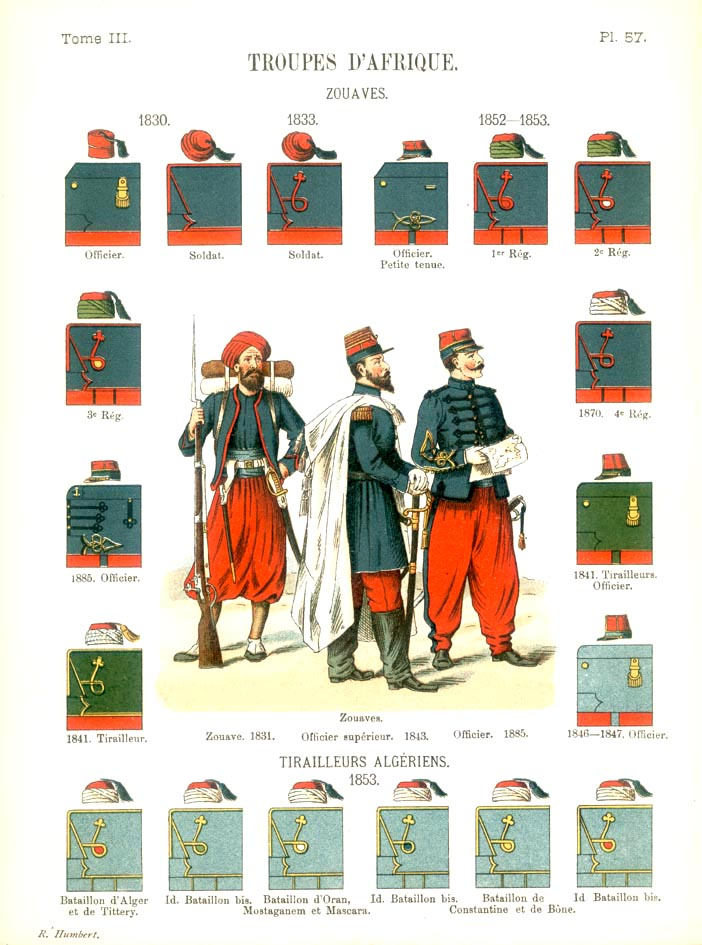
Zuaven und Algerienschützen („Turcos“), 1830–1885

Turkosoldat (links, Wehrbezirk Oran), Turko-Offizier (hinten), Zuave (rechts, Wehrbezirk Constantine), 1897

Turkos (im frz. Original Turcos) war der halboffizielle Beiname der aus den Einwohnern Nordafrikas gebildeten französischen Kolonial-Infanterie. Der Begriff galt zunächst nur für die ab 1830 in Algerien rekrutierten Einheiten, dann aber auch für die ab 1884 im Protektorat Tunesien aufgestellten einheimischen Truppen. Der Beiname Turco ist vermutlich dem Umstand geschuldet, dass die Franzosen ihre ersten einheimischen Söldner unter ehemaligen Angehörigen der osmanischen Streitkräften rekrutierten.
Die letzten Turco-Verbände wurden 1964 aufgelöst, also zwei Jahre nach der Entlassung Algeriens in die Unabhängigkeit. Die in Marokko 1908 aufgestellten Stammeskrieger-Verbände (Goumiers marocains) und die Regimenter der Marokkoschützen (1915, Tirailleurs marocains, kurz RTM) galten nur bedingt als Turcos: Offiziell kämpften diese im Dienste des marokkanischen Sultans als Hilfstruppen an der Seite der französischen Armeen, wurden aber von französischen Offizieren befehligt. Generell nicht als Turcos bezeichnet wurden die Eingeborenenkavallerie der Spahis und erst recht nicht deren überwiegend aus weißen Europäern bestehendes Pendant, die Afrikajäger (Chasseurs d'Afrique).

## Geschichte
Zu Beginn der Eroberung Algeriens stellte Frankreich, am 1. Oktober 1830, ein von Generals Bertrand Clausel befehligtes Corps des Zouaves auf. Mehr als ein Jahrzehnt lang bestanden die Mannschaften und das Unteroffizierskorps etwa zur Hälfte aus Arabern und Berbern, die andere Hälfte sowie das Gros des Offizierskorps stellten weißen Kolonisten oder Festlandfranzosen. Seit 1842 rekrutierten sich die französischen Zuaven fast ausnahmslos aus Weißen, die Araber bildeten nur noch eine Kompanie je Bataillon.
Araber, Berber und Schwarze teilte man jetzt den sogenannten Turcos zu, also den Eingeborenenschützen (Tirailleurs indigènes), die 1841 aus den 1830 gegründeten Eingeborenenbataillonen (Bataillons indigènes) hervorgegangen waren. Die Eingeborenenschützen gingen 1853 in den anfangs drei Regimentern der Algerienschützen (Régiments de tirailleurs algériens, RTA) auf. Zu den Turcos zählten ferner seit 1884 die Tunesienschützen (Régiment de tirailleurs tunesiens, RTT), die mit den Algerienschützen in einem Korps zusammengefasst waren. Entsprechend wurden die RTA und RTT nicht getrennt nummeriert. Man achtete indes darauf, dass die Regimentsnummern der Tunesienschützen durch 4 teilbar waren. Nach diesem System waren die RTT von der 4 bis 36 durchnummeriert, insgesamt also neun Regimenter. Zusätzlich existierte noch das 108e RTT. Nummer 4 und 12 entstanden 1884 bzw. 1913, die übrigen während oder nach dem Ersten Weltkrieg. Ähnlich verhielt es mit den RTA, von denen mit der Regimentsnummer 5 oder höher ab 1913 entstanden. Von ihnen gab es insgesamt 29 Regimenter, doch waren sie nicht konsequent durchnummeriert. Jede Kompanie hatte zwei französische Offiziere (darunter der Hauptmann), einen eingeborenen Offizier, vier Unteroffiziere und acht Korporale. Die Stabsoffiziere und der Regimentskommandeur waren ausnahmslos Weiße.
Ursprünglich waren die Turkos nur für die Verwendung in Algerien bestimmt – ähnlich der Fremdenlegion –, jedoch haben sie 1859 im Sardinischen Krieg, 1870/71 im Deutsch-Französischen Krieg (Schlacht bei Wissembourg) und 1884 in Tonking gekämpft und sich seither in allen Kriegen Frankreichs bis in die zweite Hälfte des 20. Jahrhunderts durch Tapferkeit und Ausdauer ausgezeichnet. Auch bei der Besetzung des Rheinlandes durch Frankreich wurden sie eingesetzt und wurden dabei Opfer rassistischer Kampagnen. Ihre Geschichte endete mit der Auflösung der Armée d'Afrique Anfang der 1960er Jahre.
Bei ihren deutschen Gegnern wurden die Turkos – mitunter zusammen mit bestimmten europäischen Truppeneinheiten – propagandistisch zum Inbegriff eines ethnisch betonten Feindbildes stilisiert. Die deutsche Presse bezeichnete sie mit diversen abwertenden, rassistischen und tierähnlichen Bezeichnungen.

## Uniform
Die algerisch-tunesischen Turcos waren äußerlich leicht mit den Zuaven zu verwechseln. Bis 1853 trugen sie einander sehr ähnliche Uniformen orientalischer Machart.
Seitdem hatten die Turcos himmelblaue Bolerojacken mit gelber Bortierung, dazu Weste (Sédria), Burnus sowie blaue oder weiße Pluderhosen (Séroual) mit tiefem Schritt. Die Zuaven waren quasi identisch uniformiert und ausgerüstet, doch waren ihre Boleros von 1853 bis 1914 dunkelblau und ihre Hosen meist rot, aber auch weiß oder blau. Als Kopfbedeckung, wie die Zuaven, eine rote weiche Mütze mit hohem Rand (Chéchia), die von einem farbigen oder weißen Turban umwickelt war. 1889 ersetzte der mit einer Quaste geschmückte hohe, steife Fez die flachere Chéchia, der Turban entfiel. Auf beiden Seiten der Jackenbrust befand sich je eine, von gelber Borte eingefasste, aufgesetzte falsche Tasche (tombô). Deren Farbe gab Auskunft über das Regiment und den Wehrbezirk: rot für das 1er RTA in Algier, weiß für das 2e RTA in Oran, gelb für das 3e RTA in Constantine. Bei dem 1884 aufgestellten 4e RTA in Tunis waren die Taschen von der Farbe des hellblauen Grundtuchs. Nach dem gleichen System waren die Zuaven und Spahis kenntlich gemacht.

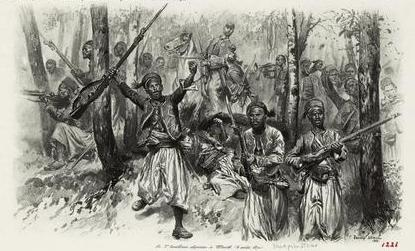
Illustration 3.Rgt Algerische Tirailleurs in Wörth, 6. August 1870
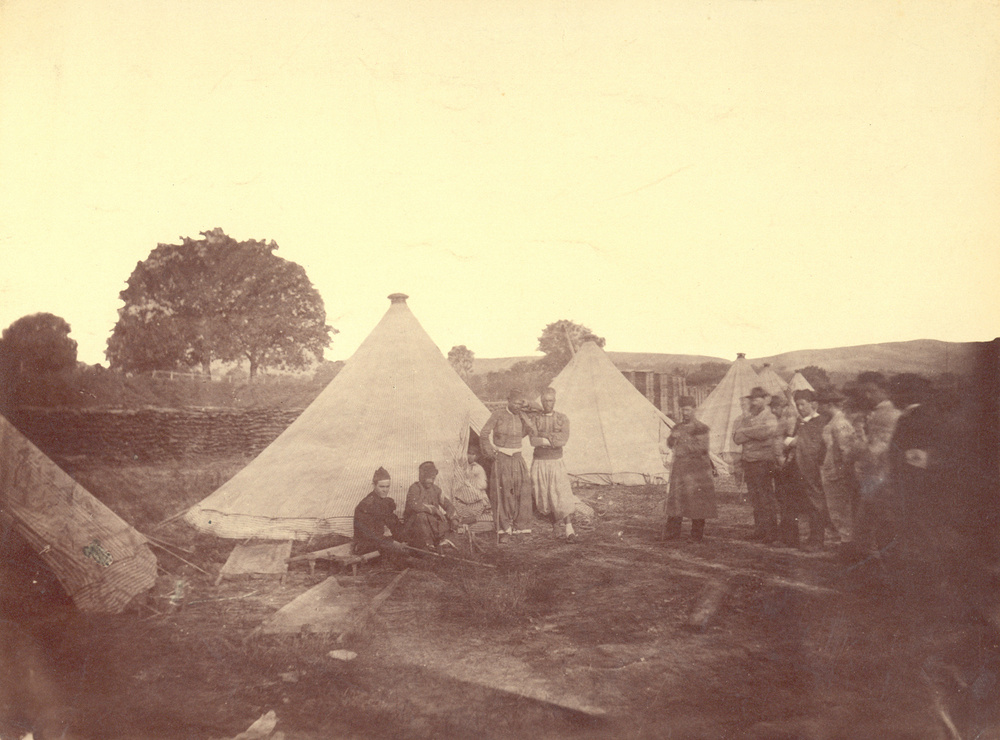
Verwundete „Turcos“ 1870
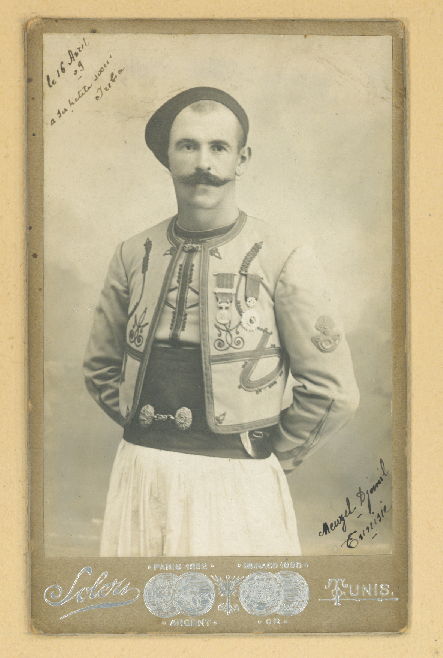
Albert Jean Bourdeu, hochdekorierter Veteran der China-Expedition, 1909
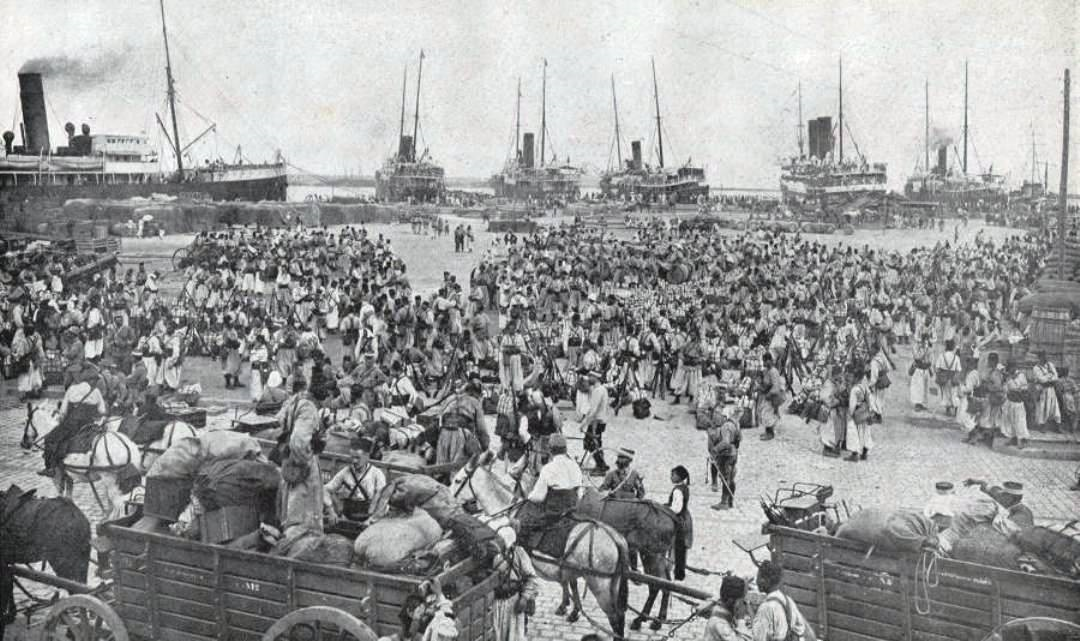
Einschiffung algerischer Tirailleurs in Algier, 1914
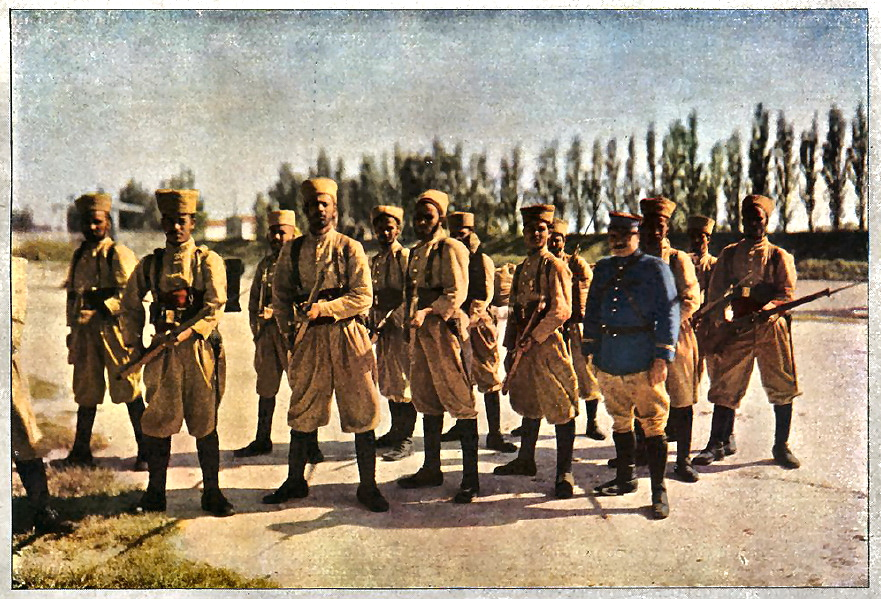
Marokkanische Tirailleurs, 1914
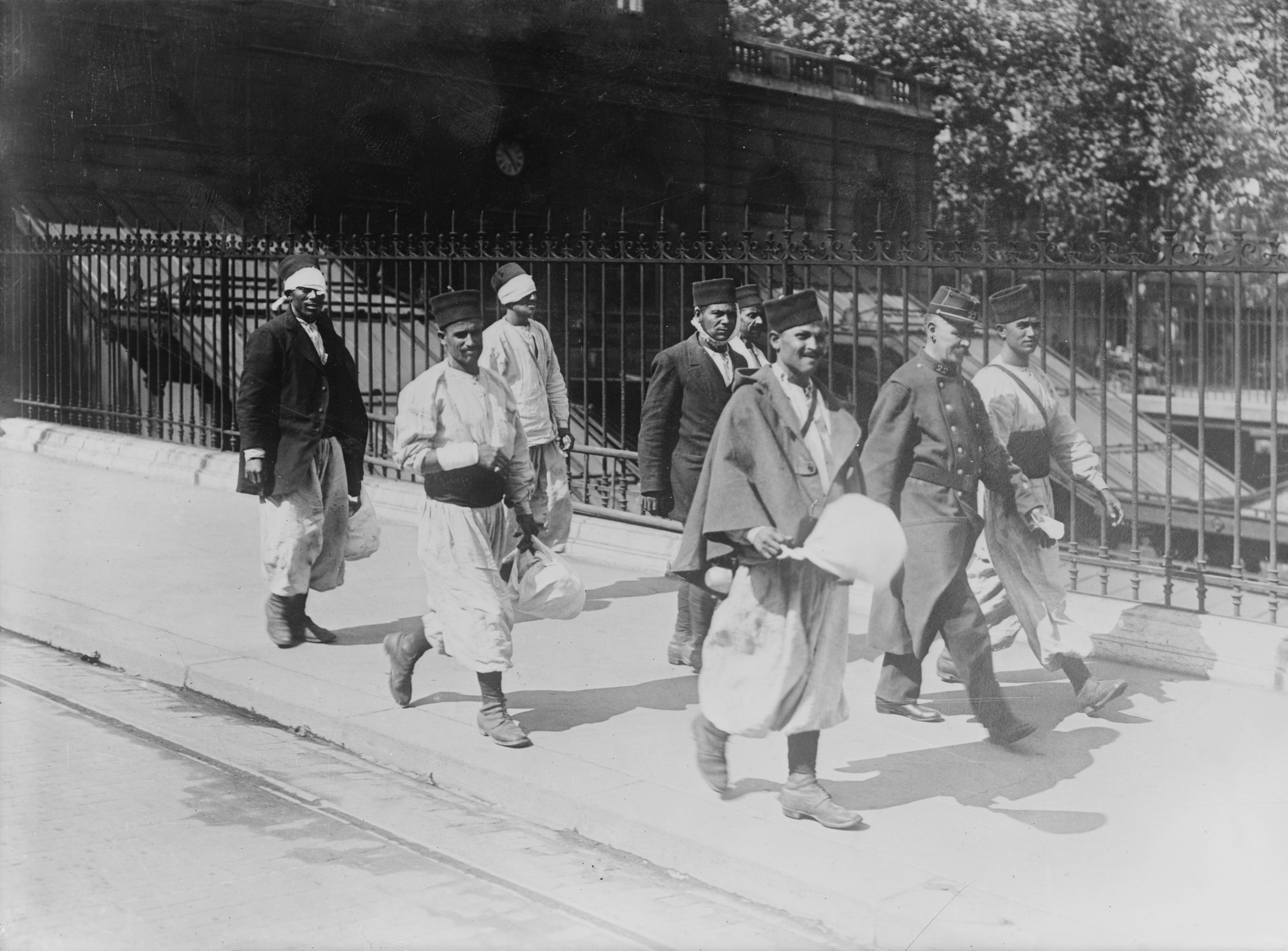
Verwundete „Turcos“ in Paris 1914